# Ippodromo coperto

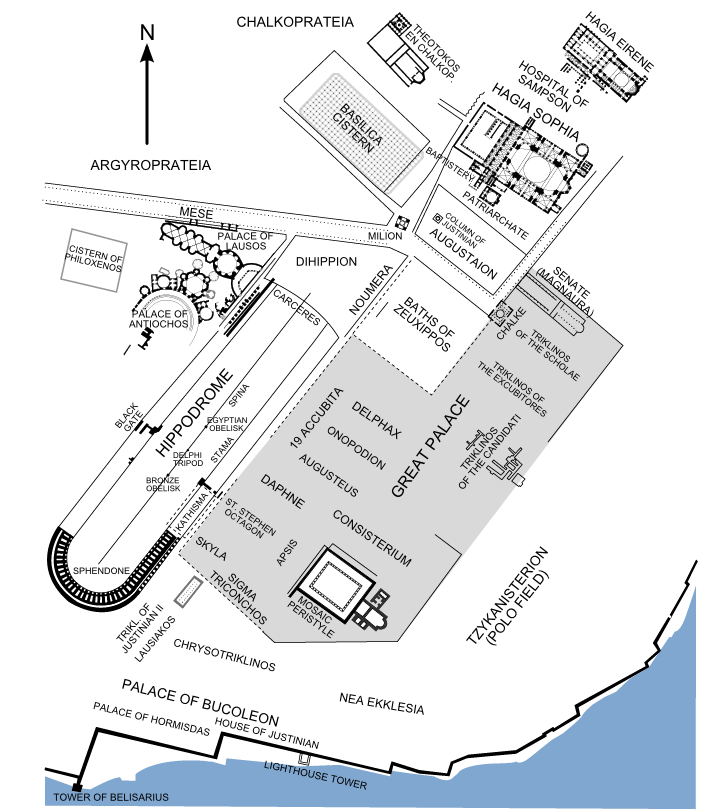
Il quartiere del Gran Palazzo. L'Ippodromo coperto si trovava nell'angolo sud-est dell'area ombreggiata.

L'Ippodromo coperto (in greco σκεπαστός ἱππόδρομος?) era un cortile coperto che fungeva da anticamera del Gran Palazzo di Costantinopoli, nella odierna Turchia. Lo studioso francese Rodolphe Guilland lo ha anche assimilato all'ippodromo privato degli imperatori. Si trovava nell'angolo sud-orientale del complesso del palazzo e collegava il Palazzo di Dafne a nord con il successivo complesso inferiore del Palazzo del Bucoleone a sud, attraverso la porta di Skyla. Svolgeva un ruolo importante nelle cerimonie imperiali e non va confuso con l'adiacente Ippodromo di Costantinopoli, molto più grande, che nelle fonti bizantine veniva spesso distinto come Ippodromo "scoperto" (ἀσκέπαστος). Dal IX all'XI secolo fu anche sede di uno dei più alti tribunali della capitale bizantina, i tribunali dei "giudici dell'Ippodromo" (κριταὶ τοῦ ἱπποδρόμου) e dei "giudici del velum" (κριταὶ τοῦ βήλου).